# Женщина в окне (фильм, 1944)
«Женщина в окне» (англ. The Woman in the Window) — фильм в жанре нуар, снятый Фрицем Лангом по роману Дж. Х. Уоллиса «Врасплох» («Once Off Guard»). Рассказ профессора психологии Ричарда Уэнли (Эдвард Г. Робинсон), который встретил роковую женщину и был ею очарован.
Сценарист Наннэлли Джонсон основал собственную независимую кинокомпанию «International Pictures» после ряда успешных фильмов по его сценариям, как, например, «Гроздья гнева» (1940) и другие фильмы Джона Форда, и выбрал «Женщину в окне» как свой первый проект в рамках этой компании. Фриц Ланг заменил оригинальную концовку самоубийства, описанную в романе, на сон, чтобы соответствовать цензуре - кодексу Хейса.
Термин «фильм нуар» появился как жанровое описание, в частности, из-за этого фильма. Термин впервые был применён к американским фильмам во французских киножурналах в 1946 году, когда во Франции вышли в прокат «Мальтийский сокол» (1941), «Двойная страховка» (1944), «Лора» (1944), «Убийство, моя милая» (1944) и «Женщина в окне».

## Сюжет
После того, как профессор психологии Ричард Уэнли отправляет свою жену и двух детей на отдых, он идёт в клуб, чтобы встретиться с друзьями. Неподалёку, в окне витрины магазина, Уэнли видит поразительный живописный портрет Элис Рид (Джоан Беннетт). 
Он и его друзья обсуждают красоту картины. Уэнли остаётся в клубе и читает «Песнь песней Соломона». 
Выйдя из клуба, Уэнли вновь останавливается взглядом на портрете и видит Элис, стоящую рядом с картиной. Элис убеждает Уэнли присоединиться к ней, чтобы выпить. Они уходят к ней домой, но неожиданный визит её богатого любовника Клода Мазарда (Артур Лофт) приводит к борьбе, в которой Уэнли убивает Мазарда. 
После Уэнли и Рид решают скрыть убийство: Уэнли увозит тело Мазарда в сельскую местность. 
Однако он оставляет много улик, и всё вроде бы идёт к тому, что улики приведут к нему. однако один из друзей Уэнли в клубе — окружной прокурор Фрэнк Лалор (Рэймонд Мэсси) — знает подробности расследования и предлагает Уэнли посетить место преступления, как своему другу, но не как подозреваемому. 
В ходе расследования Лалор собирает множество сведений о том, что Хэйдт — бывший полицейский, работавший телохранителем у Мазарда, шантажирует Рид. Элис пытается отравить Хэйдта, подмешав в алкоголь наркотики, но он это замечает и забирает только деньги. 
Рид рассказывает всё Уэнли, у которого случается передозировка лекарств. Хэйдта убивают выстрелом мгновенно, после того как он покидает дом Элис, и полиция полагает, что он — убийца Мазарда. 
Элис бежит к себе домой, чтобы позвонить Уэнли, который уже спит в своём кресле. В конце фильма Уэнли просыпается в своём клубе, сидя в кресле, и понимает, что всё его приключение было сном, в котором работники клуба были главными героями.
После того, как он выходит на улицу, около портрета к нему подходит женщина и просит огонька, чтобы прикурить, но тот ей отказывает и немедленно убегает.

## В ролях
- Эдвард Г. Робинсон — профессор Ричард Уэнли
- Джоан Беннетт — Элис Рид
- Рэймонд Мэсси — окружной прокурор Фрэнк Лалор
- Эдмунд Бреон — доктор Майкл Баркстэйн
- Дэн Дьюриа — Хэйдт/Тим, швейцар
- Томас Э. Джексон — инспектор Джексон из бюро убийств
- Дороти Петерсон — миссис Уэнли
- Артур Лофт — Клод Мазард/Фрэнк Ховард/Чарли — гардеробщик
- Фрэнк Досон — Коллинс — стюард
- Айрис Эдриан — женщина, которая попросила огоньку у Ричарда Уэнли

## Отзывы

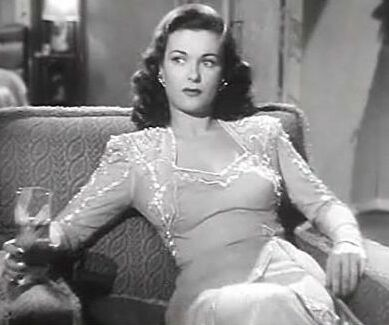
Джоан Беннетт в роли Элис Рид.

Когда фильм вышел в прокат, редакция журнала «Variety» похвалила фильм и написала следующее: «Наннэлли Джонсон написал сценарий для фильма „Женщина в окне“ как мелодраму с убийством, вызвавшим сильное беспокойство у главных героев. Продюсер, который также подготовил и сценарий (из романа „Врасплох“ Дж. Х. Уэллиса), заставляет находиться аудиторию в постоянном напряжении через беспокойство в фильме (саспенс). А особым добавлением фильма стал отличный хронометраж в режиссуре Фрица Ланга и выдающиеся исполнение таких актёров, как Эдвард Г. Робинсон, Джоан Беннетт, Рэймонд Мэсси, Дэн Дьюриа».

## Факты
Как и в фильме Ланга «Улица греха», вышедшем годом позже, Эдвард Г. Робинсон играл роль одинокого мужчины средних лет, а Джоан Беннетт и Дэн Дьюриа — роли преступных элементов.